# Fimbristylis urakasiana
Fimbristylis urakasiana är en halvgräsart som beskrevs av Georg Kükenthal. Fimbristylis urakasiana ingår i släktet Fimbristylis och familjen halvgräs. Inga underarter finns listade i Catalogue of Life.